# Manuel Criado Baca
Manuel Criado Baca – hiszpański malarz pochodzący z Malagi.
Studiował w Kadyksie, Maladze i Madrycie, a później w Belgii. Po powrocie do Hiszpanii został profesorem rysunku w Conservatorio de Bellas Artes de Madrid. Napisał i opublikował podręcznik teorii rysunku Enseñanza elemental y analítica del dibujo a mano libre, oparty na tzw. metodzie Hendrickx'a.